# 南非最高上訴法院

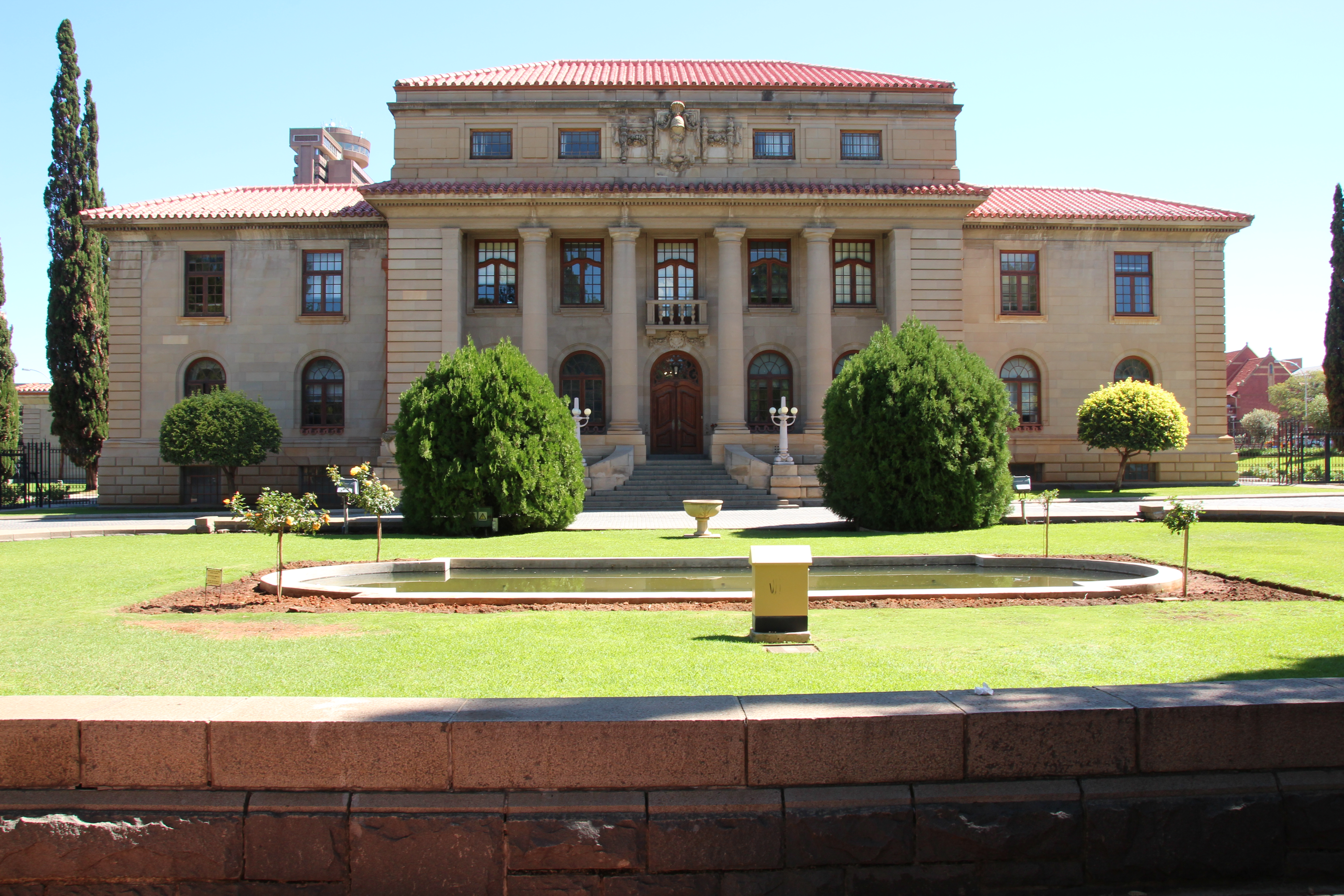
最高上訴法院

最高上訴法院（英語：Supreme Court of Appeal）是南非级别第二高的上訴法院，僅次於南非憲法法院，曾經於1910年至1994年受理南非最高上訴業務，目前由憲法法院處理最高上訴之案件。南非最高上訴法院位於布隆泉。